# Route nationale 705
Die Route nationale 705, kurz N 705 oder RN 705, war eine französische Nationalstraße, die von 1933 bis 1973 zwischen einer Kreuzung mit der Nationalstraße 704 östlich von Excideuil und Sarliac-sur-l’Isle verlief. Ihre Länge betrug 26 Kilometer.